# Traismauer
Traismauer este un oraș din Austria Inferioară.

## Istoric
Localitatea este atestată documentar din anul 799 sub numele de Tresma.